# Колць (комуна)
Колць, Колці (рум. Colți) — комуна у повіті Бузеу в Румунії. До складу комуни входять такі села (дані про населення за 2002 рік):
- Алуніш (191 особа)
- Колць (590 осіб) — адміністративний центр комуни
- Колцій-де-Жос (380 осіб)
- Мусчелу-Кеременешть (174 особи)

Комуна розташована на відстані 107 км на північ від Бухареста, 42 км на північний захід від Бузеу, 128 км на захід від Галаца, 68 км на південний схід від Брашова.

## Населення
За даними перепису населення 2002 року у комуні проживали 1335 осіб. Усі жителі комуни рідною мовою назвали румунську. За віросповіданням усі жителі комуни — православні.
Національний склад населення комуни:
| Національність | Кількість осіб | Відсоток |
| -------------- | -------------- | -------- |
| румуни         | 1334           | 99,9%    |
| чанго          | 1              | 0,1%     |